# Чукурова (аэропорт)
Аэропорт Чукурова (Çukurova Uluslararası Havalimanı (ИАТА: COV, ИКАО: LTDB)) — аэропорт для международных рейсов в районе Тарсус провинции Мерсин в Турции. Тендер на строительство аэропорта, который будет обслуживать провинции Мерсин и Адана, состоялся 15 декабря 2011 года. Срок эксплуатации аэропорта, который будет построен по модели «строительство-эксплуатация-передача» стоимостью 357 миллионов евро, был определен частным сектором как 9 лет, 10 месяцев и 10 дней.

Датой начала работы аэропорта стало 10 августа 2024 г
- Mersin Cukurova International Airport - Международный аэропорт Мерсин Чукурова
- Международный аэропорт Мерсин Чукурова — Магазин
- «Международный аэропорт Мерсин Чукурова — Внутри»
- «Международный аэропорт Мерсин Чукурова — Башня и посадочные мосты»
- Международный аэропорт Мерсин Чукурова — Выход на посадку
- Международный аэропорт Мерсин Чукурова — Зона ожидания